# Shoot The Radio
Shoot The Radio es un dúo argentino de música electrónica y rock, las canciones de su álbum debut Opera Galaxy son en idioma inglés y cuentan con claras influencias de grupos como The Chemical Brothers, Justice, Daft Punk y Air, con algunos márgenes de rock sinfónico. Formado en el 2015 en Buenos Aires, Argentina, la banda esta liderada por el ex-bajista de Soda Stereo, Zeta Bosio y Fernando Montemurro, alias LSDA (Los Sueños de Anderson).

## Integrantes
Está formado por:
- Zeta Bosio: Bajo (ex Soda Stereo y The Morgan).
- Fernando Montemurro: sintetizadores LSDA (Los Sueños de Anderson).

## Biografía
Shoot The Radio es el resultado de la unión musical entre Zeta Bosio y Fernando Montemurro.
El viernes 2 de septiembre se presentó por primera vez en la ciudad de Rosario. El lugar elegido para el debut fue el Galpón de la Música. En ese mismo día interpretarían una versión de “No existes”, canción de Soda Stereo perteneciente al disco de 1986 “Signos”, con la pista de voz de Gustavo Cerati.
El nombre de Shoot The Radio tiene su origen en una película. Montemurro comentó que a la hora de nombrar al nuevo proyecto, Zeta traía una serie de nombres impronunciables, con 17 consonantes.
Hasta que una charla sobre una escena del film Thelma y Louise (1991, Ridley Scott) en la que la primera (Geena Davis) le pide a la segunda (Susan Sarandon) que dispare a la radio (shoot the radio) resultó determinante.
Y si bien el pedido de Thelma se refiere a la radio de un patrullero, Zeta avisó a través de un llamado que había encontrado cómo presentar el proyecto.
Me pareció que estaba buenísimo porque remite un poco eso de rotar con las estructuras. Las radios se pusieron en un momento muy comerciales, solamente tocando hits. Y se perdió un poco eso de ir a la música indie o a la música nueva. Y bueno, tiene un simbolismo cercano a eso, a ver qué hay de nuevo.
El 2 de noviembre, en el marco del Movistar Fri Music en Figueroa Alcorta y Pampa, junto a bandas nacionales de Argentina e internacionales se celebró la música del grupo Soda Stereo en un recital masivo. Shoot the Radio se presentó en ese evento junto a Juanes, Café Tacvba, Illia Kuryaki & The Valderramas, Massacre, Leo García y Zero Kill.
A finales de diciembre del 2016, en previsión de la decimoctava edición del festival Vive Latino, se reveló que Shoot The Radio, se presentará el 18 de marzo de 2017.

## Discografía

### Opera Galaxy(2016)
Opera Galaxy es el primer álbum debut del grupo. Fue lanzado el 21 de octubre de 2016 por la compañía discográfica Sony BMG.
El disco fue grabado entre 2015 y 2016 y fue producido y compuesto íntegramente por Zeta Bosio y Fernando Montemurro.
1. Opera Galaxy
2. Hypervelocity
3. We Will Dance
4. Apogeo
5. Everything Is You
6. Rouge
7. Star Racing
8. Future Now
9. Shine On
10. We Are Forever Young

### Ficha técnica
Cuenta con la participación de varios artistas invitados como Richard Coleman, Javier Weyler (ex Stereophonics), Telzen, Adrián Sosa, Adrián Rivoira, Manana, Simón Bosio, Pol Goz e India del Absurdo.
Adrián Rivoira, quien pone su voz para el tema "We Will Dance".
A modo de adelanto, Shoot The Radio había presentado previamente sus temas como”Star Racing”, “Shine On”, “Hypervelocity“ y “We Will Dance”, con gran recepción por parte del amplio abanico de fans seguidores de este dúo, como así también de los medios de difusión.

### Consequence (2021)
Consequence es el segundo álbum de estudio de la banda. Contiene 10 temas y fue lanzado el 22 de diciembre de 2021 de manera independiente por el dúo. Previamente a la salida del álbum se presentaron 3 sencillos. Heaven, lanzado el 21 de octubre de 2021, Salvation, lanzado el 17 de noviembre del 2021 y Despertar (Midnight) lanzado el 10 de diciembre del 2021
1. Panorama
2. Salavation
3. Heaven
4. Transition One
5. Glow
6. Despertar (Midnight)
7. Magic
8. Transition Two
9. Lovers
10. Quasar

### Ficha técnica
El álbum fue compuesto y producido íntegramente de forma independiente por Zeta Bosio y Fernando Montemurro. Cuenta además con la participación de varios artistas invitados como Telzen, India Del Absurdo, Manana, Adrián Rivoira y Caro Goldstein. Fue masterizado por Brian Iele en Santa Cecilia Sound Mastering